# Charles Knowles
Sir Charles Knowles (Sir Charles Knowles, 1st Baronet Knowles of Lovell Hill) (1704 – 9. prosince 1777, Londýn, Anglie) byl britský admirál, významný námnořní vojevůdce dynastických válek 18. století. Mimo jiné zastával funkce guvernéra v několika britských koloniích v Americe, hodnosti admirála dosáhl v roce 1760 a v roce 1765 byl povýšen do šlechtického stavu. V mnoha oblastech proslul jako iniciátor reforem u námořnictva, v letech 1770–1774 pobýval na pozvání carevny Kateřiny II. v Petrohradě a měl významný podíl na reorganizaci ruského námořnictva. Jeho syn Charles Henry Knowles (1754–1831) byl též admirálem a prosadil se jako autor několika publikací v oboru námořní taktiky a signalizace.

## Kariéra

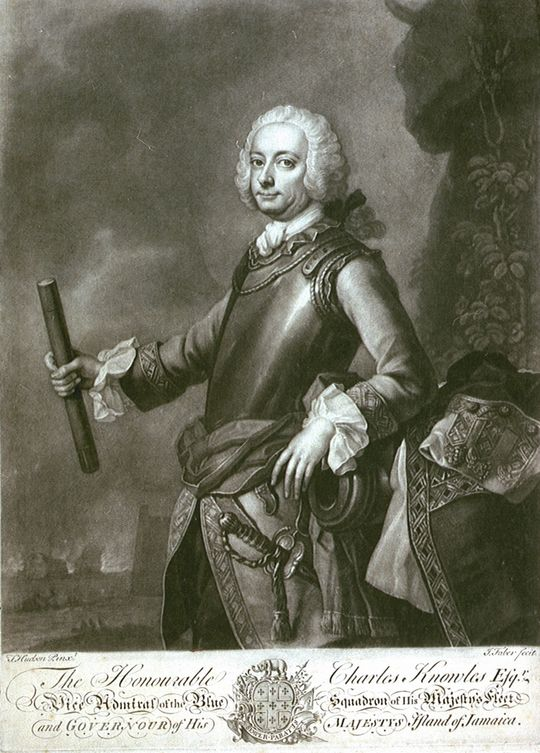
Charles Knowles jako guvernér na Jamajce (portrét ze sbírek Národního námořního muzea v Greenwichi)

Jeho původ není úplně jasný, pravděpodobně ale patřil ke šlechtické rodině hrabat z Banbury (pravopis příjmení kolísal mezi podobami Knollys a Knowles). U královského námořnictva sloužil od roku 1718 a pod velením admirála Bynga se zúčastnil bitvy u mysu Passaro. Později se věnoval studiu námořní taktiky a opevňování, v roce 1730 byl povýšen na poručíka. Během války o Jenkinsovo ucho dosáhl hodnosti kapitána (1739) a bojoval pod velením admirála Vernona. Za války o rakouské dědictví operoval v Karibiku, v letech 1743–1744 byl velitelem na Barbadosu a Závětrných ostrovech, v letech 1745–1748 byl guvernérem v Louisburgu v Novém Skotsku. V roce 1747 dosáhl hodnosti kontradmirála. V letech 1747–1748 byl vrchním velitelem na Jamajce, po nepříliš úspěšné bitvě u Havany (1748) byl postaven před válečný soud, který jej ale osvobodil. V letech 1749–1752 byl členem Dolní sněmovny. V letech 1752–1756 byl guvernérem na Jamajce, kde přispěl k reformě správního systému, v roce 1755 dosáhl hodnosti viceadmirála. Na počátku sedmileté války se s admirálem Hawkem zúčastnil tažení proti Francii, které však skončilo neúspěchem. Knowles byl zbaven velení, v roce 1760 nicméně dosáhl hodnosti admirála.
V roce 1765 získal titul baroneta, v letech 1765–1770 zastával čestnou hodnost kontradmirála Velké Británie, v roce 1770 odešel do výslužby. Poté byl pozván carevnou Kateřinou II. do Ruska, kde byl v letech 1770–1774 generálním intendantem ruské admirality. V této funkci měl zásadní podíl na reorganizaci ruského námořnictva podle britského vzoru, jeho reformy se osvědčily později ve válkách s Tureckem. Prosazoval rychlejší výstavbu válečných lodí podle vlastních návrhů a vylepšil opevnění Kronštadtu. Ve svých četných aktivitách se zasadil o užití parního stroje, který byl tehdy úplnou novinkou, nepřímo tím přispěl k celkovému rozvoji ruského průmyslu. Ve své době a ještě dlouho let poté byl vnímán jako jedna ze zásadních osobností vývoje ruského námořnictva 18. století. Reformám v námořnictvu se věnoval již předtím v Anglii, prosazoval například stavbu domů pro námořníky v loděnicích. V rámci prevence proti kurdějím proslul svým receptem na úpravu masa, aby vydrželo na dlouhých námořních plavbách. Na počátku sedmileté války se tento recept snažili získat Francouzi a nabídli Knowlesovi 20 000 liber, ten to ale odmítl.

## Rodina

Erb rodu Knowlesů

Byl dvakrát ženatý, jeho první manželkou byla od roku 1740 Mary Alleyne, která zemřela při porodu o dva roky později. Podruhé se oženil v roce 1750 s Marií Magdalenou de Bouget, s níž měl čtyři děti. Syn Charles Henry Knowles (1754–1831) dosáhl v námořnictvu hodnosti admirála a proslul jako autor několika publikací k námořní taktice. Dcera Anna Charlotte (1752–1839) byla v době otcova pobytu v Petrohradě dvorní dámou carevny Kateřiny II., později se provdala za kapitána Johna Windera.